# Бильбилис

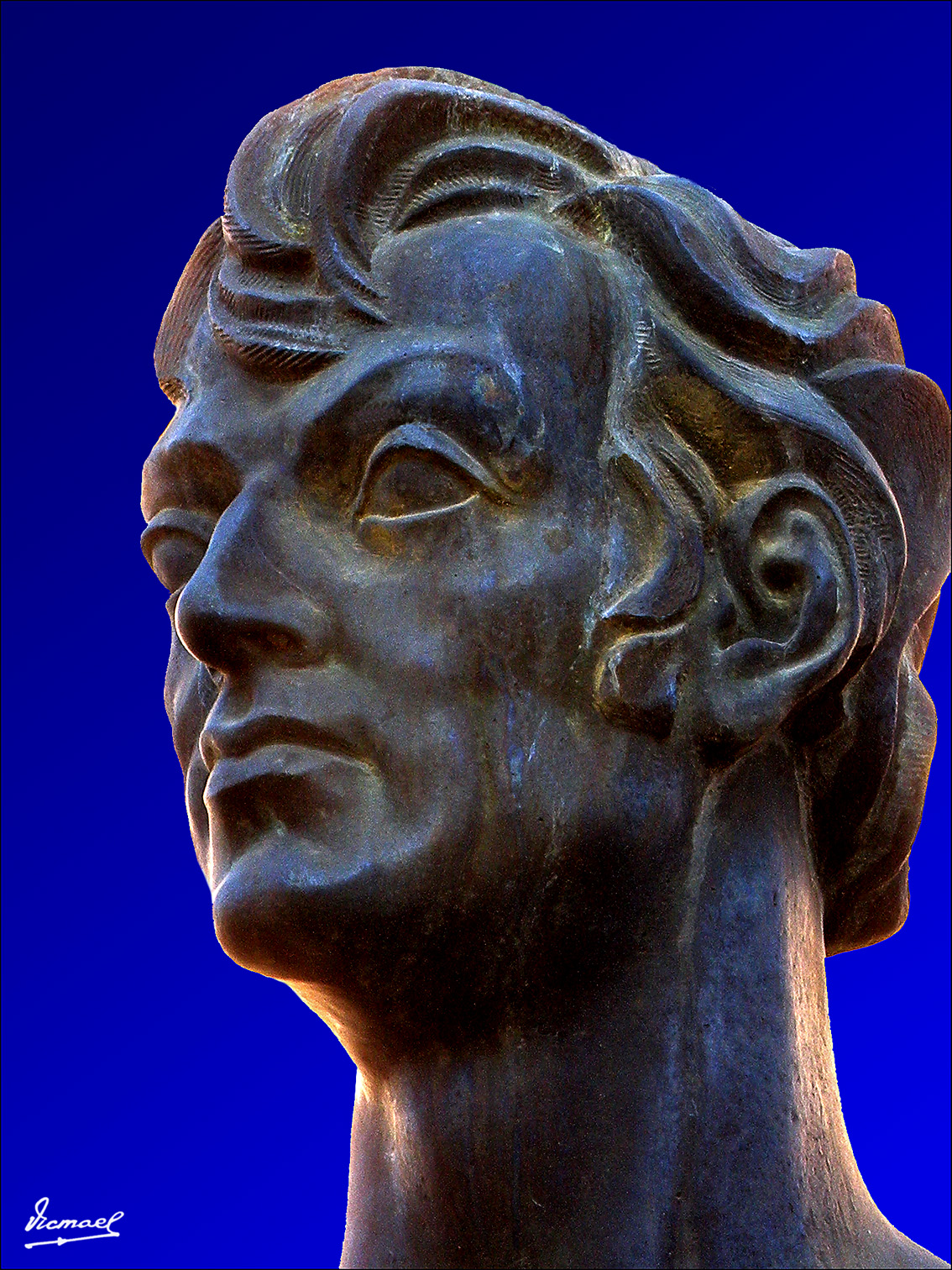
Скульптурный портрет поэта Марциала работы Х. К. Мелеро

Би́льбилис, Авгу́ста Би́льбилис (Bilbilis, Augusta Bilbilis — в русских поэтических переводах также Би́льбила, Авгу́ста-Би́льбила) — небольшой древний город в Тарраконской Испании (современный Арагон). Период расцвета приходится на эпоху от Августа до Траяна (I—II вв. н. э.). Численность жителей в это время достигала 3000 — 3500 человек. В III в. н. э. город пришёл в упадок, и в IV—V в. н. э. покинут последними обитателями. В настоящее время — историко-археологический заповедник, одно из наиболее подробно изученных археологами римских поселений на территории Испании, туристический объект.
Расположение — на склонах трёхглавого холма Бамбола, по левому берегу реки Халон (приток реки Эбро), в 4-5 км на северо-восток от города Калатаюд, вблизи действующего городского кладбища.
Бильбилис известен, в первую очередь, как «малая родина» выдающегося поэта Марциала, место его проживания в юности и в последние годы перед смертью. Бильбилис и его окрестности Марциал любовно воспел в нескольких «элегиях кельтибера-патриота».
Административное положение в Римской империи — провинция Тарраконская Испания, конвентус Цезарь-Августианус. Статус, полученный городом при императоре Августе — municipium Romanum, муниципий Римской империи.

## Топография
Бильбилис расположен на крутом высоком холме, примерно 1500 на 800 м в основании и высотой до 200 м над уровнем реки, контролирует большую прилегающую территорию до цепи Иберийских гор. Практически со всех сторон холм окружён неширокой рекой (р. Халон, а также приток р. Рибота). Вблизи города проходила римская военная дорога Цезарьавгуста-Эмерита.

## История

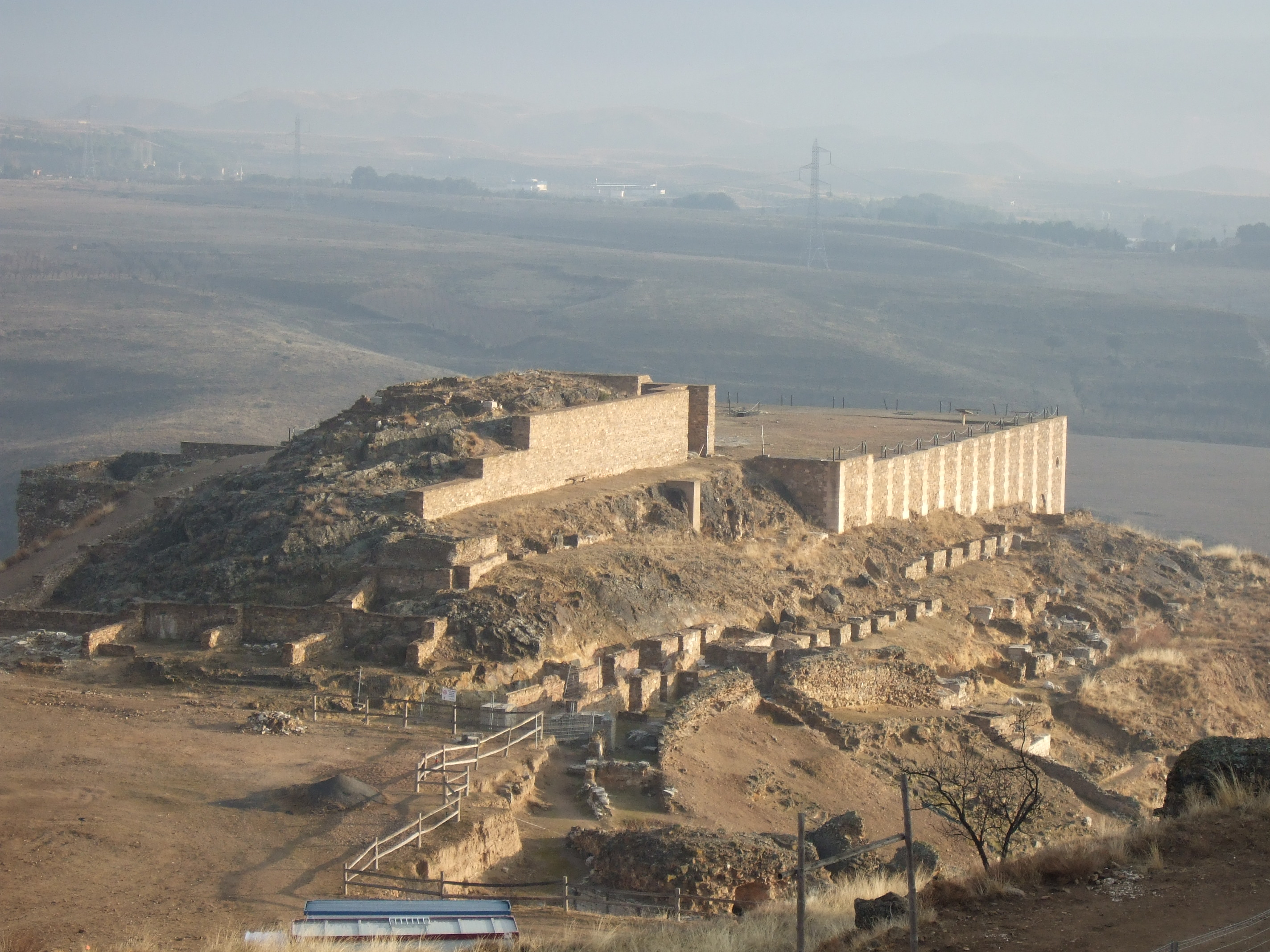
Бильбилис. Основание форума и храма, вид с северо-запада

Наиболее ранние постройки на холме датируются I—II вв. до н. э. и представляют собой поселение кельтиберов. В I в. до н. э. местное население заметно перенимает культуру римлян. Также в городе и на прилежащих усадьбах заселяются колоны-италики и римские ветераны. В первой половине I в. н. э., при Августа, ведутся интенсивные градостроительные работы, город превращается в «образцово-показательный» провинциальный центр административной и культурной жизни по новой, римской модели. В III в. н. э. город приходит в упадок, жители начинают переселяться в сельские усадьбы и в «областной центр» город Цезарьавгусту (нынешняя Сарагоса). К V веку Бильбилис превращается в безлюдный город-призрак. Попытки повторного заселения города датируются историками XII или XIII в., по находке небольшого средневекового некрополя. Начиная с XVI в. и до конца XIX в. происходил демонтаж наиболее монументальных зданий Бильбилиса. Каменные блоки, и облицовочный мрамор из Бильбилиса использованы для постройки зданий близлежащего посёлка Уэрмеда (Huermeda), а также нескольких больших церквей и театра для корриды в городе Калатаюд. В 1976—80 году территория, занимаемая городищем Бильбилис, передана в собственность государства, в настоящее время это охраняемый законом историко-археологическим заповедник.

## История археологических исследований
В 1750—1765 годах монахи-иезуиты проводили раскопки, в результате которых была собрана коллекция артефактов (в том числе надписей и монет). При изгнании ордена коллекция пропала и её следы пока что не найдены.
В 1900—1910 гг. небольшие раскопки организовал принц де Самитиер. Собранные материалы частично находятся в фондах музея Калатаюд и музея провинции Сарагоса, а частично были разбазарены наследниками.
В 1917 году исследования проводил Нарцисо Сентенач. Им была опубликована книга «Бильбилис, родина Марциала» (1934, Сарагоса).
В 1933 году Адольфо Шултен совместно с генералом Ламмерером проводят раскопки. В их распоряжении была некая карта объектов. За время своего пребывания в провинции А. Шултен собрал коллекцию археологических предметов и монет, местонахождение которой ныне неизвестно.
После значительной паузы, археологические исследования были начаты в 1971 году и проводятся по настоящее время. Ими бессменно руководит Мануэль Мартин-Буэно.
Исследования опирались на данные подготовительного периода (1965—1970).
Широкая серия зондирующих раскопов (в 1971—1975) позволила локализовать форум, а также другие основные публичные и частные постройки, оценить степень их консервации. При этом были идентифицированы места исследований, которые проводили Н. Сентенач и А. Шултен.
Вторая фаза раскопок (1976—1989) позволила практически полностью вскрыть монументальную зону форума и часть театра, объект «Термы», нимфей и постройки частных лиц.
Раскопки третьей фазы (1996—2004) были сосредоточены в городских секторах частной застройки и вскрыли несколько разнотипных домов-инсул вблизи терм.
Раскопки проводятся ежегодно в июле. В 2009 году под сценой театра найдена голова статуи Августа «capite velato», высотой 43 см, выполненная из испанского мрамора. В 2010 г., в связи с финансовым кризисом, объём работ был небольшим (консервация объекта «Термы»).

### Информационный центр заповедника
Находится в небольшом здании на гребне холма. Работает три месяца в году (июнь-август), с 16:00 до 18:00 UTC (?), можно посмотреть модель древнего города.

### Музей города Калатаюд
Музей содержит многочисленные артефакты, найденные при раскопках Бильбилиса и относящиеся к «эпохе Марциала и Марцеллы».

### Проект виртуальной реконструкции
Реконструкция зданий Бильбилы в 3Д графике начата в 2007 году.

## Бильбилис в нумизматике
Своя монета чеканилась в Бильбилисе в эпоху до римского завоевания. При императорах выпускались монеты с надписью Августа-Бильбилис на реверсе и именем правителя. При Августе было выпущено 10 монет, четыре при Тиберии и одна при Калигуле.

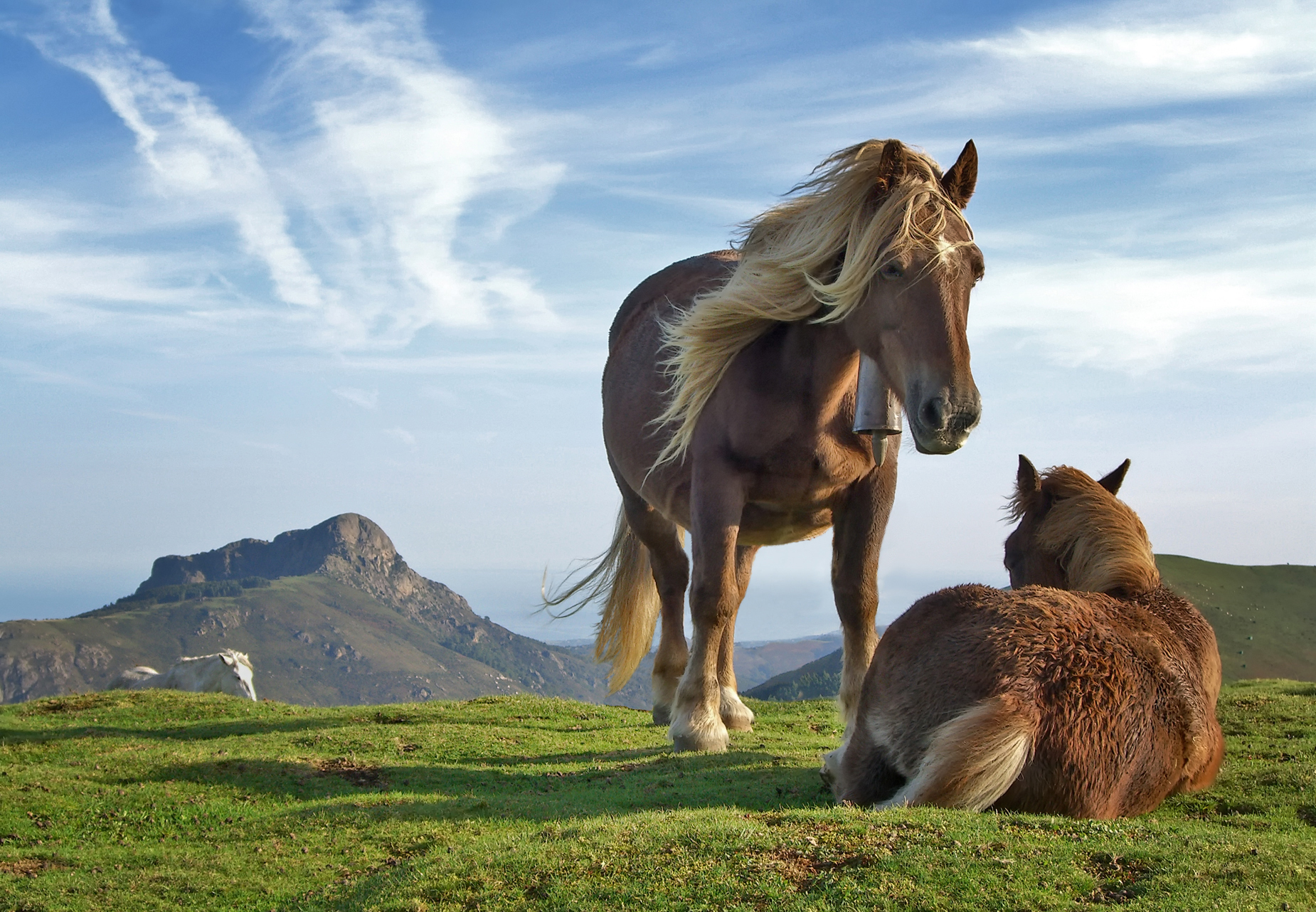
Марциал называет Бильбилу equis et armis nobilem(I-49)

## Бильбилис и бильбилитяне в поэзии Марциала
Марциал любовно воспел Бильбилис и окрестные места в нескольких «элегиях кельтибера-патриота» — таких, как, эпиграммы I-49, IV-55, XII-18. В то же время, в предисловии к книге XII и в ряде эпиграмм Марциал сетует на провинциальную скуку, отсутствие библиотеки, надоедливых бильбилитян, пьянство поселян.
Филомуз, персонаж одной из крайне эпатажных эпиграмм Марциала — XI-63 — отождествляется по эпиграфической находке, весьма вероятно, с реальным историческим лицом, гражданином Бильбилы по имени Lucius Cornelius Philomusus

## «Посмертная жизнь» Бильбилиса
Построенный арабами, и затем «возвращённый» испанцами (см. Реконкиста) город Калатаюд сохраняет духовную преемственность со своим кельтиберским и римским «соседом». Начиная с XVI века горожане Калатаюда официально именуются «бильбилитянин, бильбилитянка» (bilbilitano, bilbilitana).
Чисто физическая связь с древним городком тоже весьма наглядна — при постройке многих зданий в Калатаюде использованы каменные блоки, фрагменты колонн, облицовочный мрамор из Бильбилиса.

## Как выглядел древнеримский город Бильбилис
Перенесёмся мысленно в античность. Путники издали видели новенький красивый город на крутом холме. Современными испанскими археологами подробно описана градостроительная техника и передовая городская культура «надменной Бильбилы».
Жилища шли горизонтальными террасами на склонах трёх холмов, на которых расположился Бильбилис — Санта-Барбара, Сан-Патерно и Бамбола — и были соединены наклонными улицами, пандусами и лестницами. Границы города очерчивала стена с многочисленными дозорными и опорными башнями и с двумя основными воротами. Общая территория в пределах городской стены составляла примерно 30 гектар.
В эпоху Августа были проделаны сложные и дорогостоящие земляные работы, и городу была придана структура по римскому образцу. Бильбилис получил титул муниципий и стал центром политической, административной, экономической и социальной жизни региона.
Для реализации этих функций в городе был создан комплекс зданий «форум-плюс-театр». На холме Санта-Барбара располагались : (1) площадь, окружённая портиками, (2) храм, (3) базилика и курия. Эти сооружения, в органическом единстве с театром, составляли административный и культурный узел, в который вели многочисленные проходы, лестницы, а также служебные входы и выходы. В тот же период были построены несколько римских бань (термы, thermae) . Одна из таких бань полностью раскопана археологами. В Бильбиле появились нимфеи. Сложная гидравлическая сеть включала в себя цистерны, согласованные с перепадами уровня застройки, и обеспечивала бесперебойную подачу воды. Отвод воды и нечистот проводился через систему канализационных труб. В целом культура быта в Бильбиле поднялась на новый уровень. Примерами являются исследованные археологами «Каса де ла Фортуна» и «Каса де лос сигнина».

### Форум
Форум был построен одновременно вместе с театром, согласно типовому плану. Инаугурация состоялась в правление Тиберия, благодаря финансовым вложениям Эмилия, гражданина Бильбилы. Определённые изменения производились на форуме в правление Траяна. Постройка была выполнена на нескольких природных террасах, преобразованных благодаря дорогостоящим работам. Форум включал большую прямоугольную площадь прямоугольной формы (48,6 х 44,9 м), окружённую портиком. Над площадью возвышался храм высотой 12 метров, гекзастиль-периптерный, коринфского ордера — к нему вела монументальная лестница высотой 6 метров. Завершением комплекса являлись базилика на два нефа, а также курия и криптопортик. Кроме этого, на боковых террасах располагались лавки (tabernae) и, возможно, жилые помещения.

### Театр
Здание театра было одним из основных отличительных признаков античного города, место представления спектаклей, проведения празднеств и поэтических рецитаций.
Театр Бильбилы строился вместе с форумом в виде единого архитектурного комплекса. Его прототипом служил театр Помпея в Риме. Сцена имела ширину около 20 метров. Полукругом, по склонам распадка между холмами Бамбола и Санта-Барбара, ступенчато поднимались места для зрителей в виде правильных полуокружностей. На тридцати рядах могли располагаться до 4600 зрителей — не только население города, но также жители окрестных хозяйств и солдаты.
Над задними зрительскими рядами возвышался небольшой храм (sacellum), посвящённый культу императорской семьи.

### Система водоснабжения
Водоснабжение Бильбилы является интересным примером римской инженерии. Проблема бесперебойного снабжения горожан чистой водой была решена аналогично тому, как и в других древнеримских городах — с помощью системы накопительных резервуаров, так называемых цистерн (cisternae). Их строили из камня и герметизировали цементом. В общей сложности в Бильбиле известно шестьдесят две «цистерны», различного типа и размеров. Между собой эти ёмкости сообщались по трубам, сделанным из свинца или керамики.
Каким образом пополнялись резервуары? В случае Бильбилы акведук, по-видимому, не применялся. Источниками пополнения системы могла быть дождевая вода, подвоз воды из реки Халон гужевым транспортом, а также глубокие колодцы. Некоторые цистерны Бильбилы продолжали давать питьевую воду ещё в XX веке.
Учёными установлено, что наиболее значительная часть гидравлической системы Бильбилы была построена в эпоху урбанистических реформ императора Августа. Затем был ещё один период развития этой системы, в I в. н. э. — конце II в. н. э., и при этом наиболее активно — в эпоху Флавиев.

### Термы (бани)

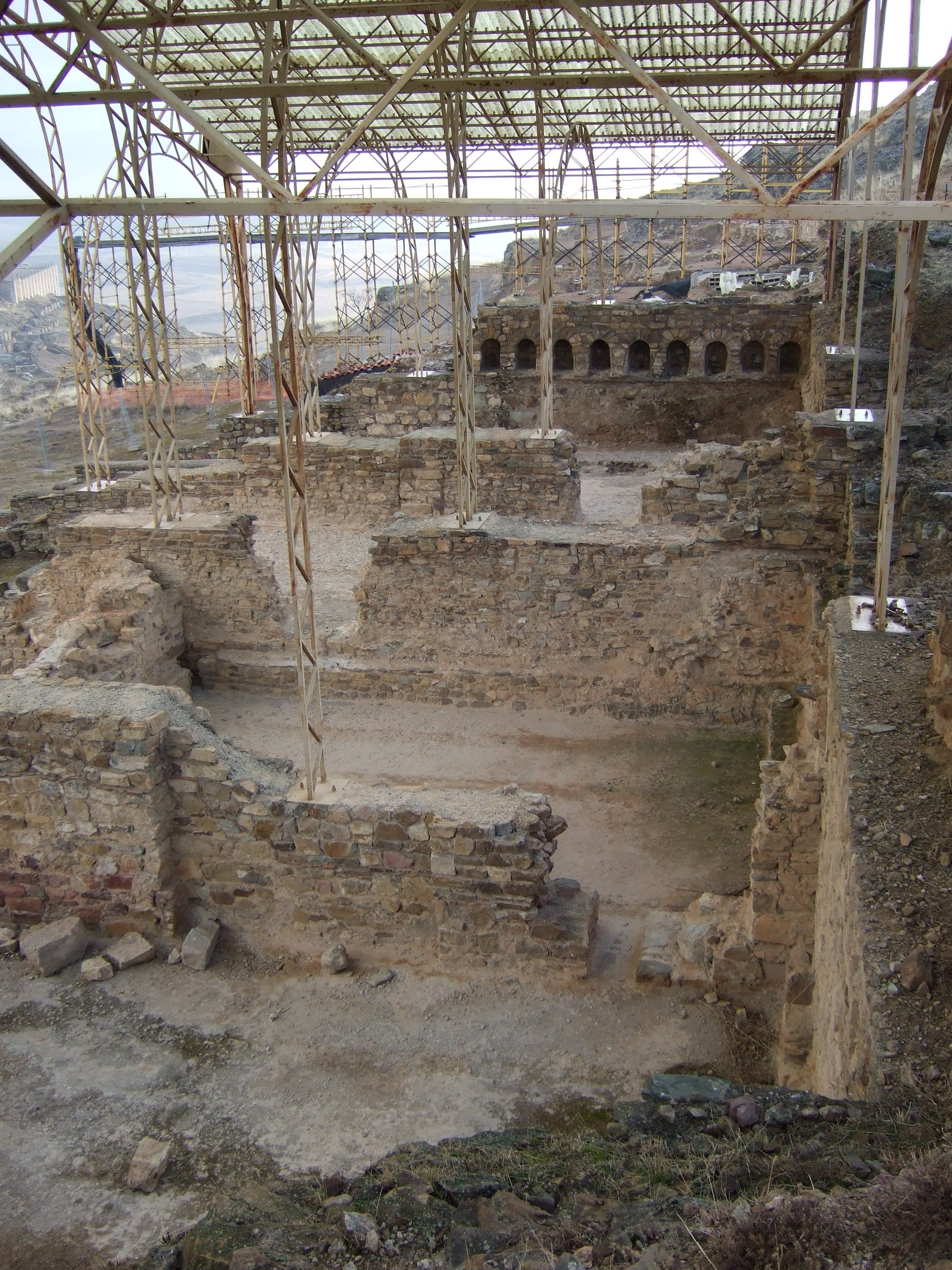
Бильбилис. Термы. На переднем плане — горячий зал (caldarium), на заднем плане — раздевальня (apodyterium). Видны ячейки для личных вещей «банящихся граждан».

Термы (римская баня) — так же, как и театр, являлись обязательной публичной постройкой каждого римского города. Регулярное посещение терм было атрибутом быта горожан, в противоположность деревенской модели жизни.
В Августе-Бильбиле было, по меньшей мере, два таких общественных «банных учреждения». Также обнаружена ванная комната (balneum) в доме состоятельного жителя. Подробно изучены «западные» термы, на склоне холма Бамбола.
Термы Бильбилы были по размерам очень скромными, если сравнивать их с термами Цезарьавгусты, главного города провинции. И, конечно же, ни в какое сравнение они не могли идти с огромными термами того же времени в Риме — такими, например, как термы Нерона. Однако для своих «маленьких» терм жители Бильбилы заказали богатую росписью стен, полы были украшены дорогой кафельной плиткой, а ванна (лабрум) в горячем зале (кальдариум) по размерам не уступала той, что стояла в Старых термах в Помпеях.
Планировка помещений соответствует минимально возможному функциональному «ядру» помещений римской бани — раздевальня (apodyterium) с ячейками для хранения одежды, затем зал для холодных омовений (frigidarium), затем зал тёплого воздуха (tepidarium), и, наконец, горячий зал (caldarium).
В термах Бильбилы была применена передовая по тем временам система отопления — гипокаустум (hypocaustum), которая обеспечивала подогрев пола в горячем зале (caldarium).
Термы обеспечивались водой из нескольких ближайших «цистерн», входивших в общую систему. Отводились помывочные воды через «клоаку».

### Бильбилис в искусстве
В 101 году н.э высланный в Бильбилу Марциал пишет следующую эпиграмму, посвящённую своему другу Ювеналу:

Ты теперь, Ювенал, быть может, бродишь

Беспокойно по всей Субуре шумной.

Топчешь холм ты владычицы-Дианы,

И гоняет тебя к порогам знати

Потогонная тога, и томишься

Ты, всходя на Большой и Малый Целий.

Я ж опять, декабрей прожив немало,

Принят сельскою Бильбилой родною,

Что горда своим золотом и сталью.

Здесь беспечно живём в трудах приятных

Мы в Ботерде, в Платее — кельтиберских

То названия грубые местечек.

Сном глубоким и крепким сплю я, часто

Отсыпаюсь теперь я всласть за время,

Что все тридцать годов недосыпал я.

Тоги нет и в помине: надеваю

Что попало, с поломанных взяв кресел.

Я встаю — в очаге горит приветно

Куча дров, в дубняке соседнем взятых;

Всё уставила ключница горшками.

Тут как тут и охотник. Ты такого

Сам не прочь бы иметь в укромной роще.

Безбородый, что всё остричься хочет.

Тут и жить я хочу и тут скончаться.